# Paepalanthus longivaginatus
Paepalanthus longivaginatus là một loài thực vật có hoa trong họ Eriocaulaceae. Loài này được Tissot-Sq. mô tả khoa học đầu tiên năm 1997.